# Letteratura maghrebina francofona
Per letteratura maghrebina francofona si definisce la letteratura in lingua francese nata durante il periodo coloniale francese nei paesi del Maghreb: in Algeria, in Marocco e in Tunisia. Se le sue tematiche si ispirarono inizialmente al contesto coloniale della prima metà del XX secolo, con una tendenza all'esotismo, molti autori passarono poi ad argomenti anticoloniali, sposando le istanze dei movimenti indipendentisti in seno alla decolonizzazione. Agitata dalle tensioni sociali e politiche che attraversarono i tre Paesi del Maghreb, la letteratura maghrebina di espressione francofona venne notevolmente portata durante tutta la seconda metà del XX secolo ad interrogarsi sui temi del potere autoritario, dell'identità lacerata, dell'emigrazione fino al fanatismo religioso e al conflitto tra modernità e tradizione. Tra gli autori consacrati dalla critica e dai lettori si citano in particolare Kateb Yacine, Tahar Ben Jelloun, Driss Chraïbi, Assia Djebar, Abdellatif Laâbi e Albert Memmi.

## Storia

### La nascita in un contesto coloniale

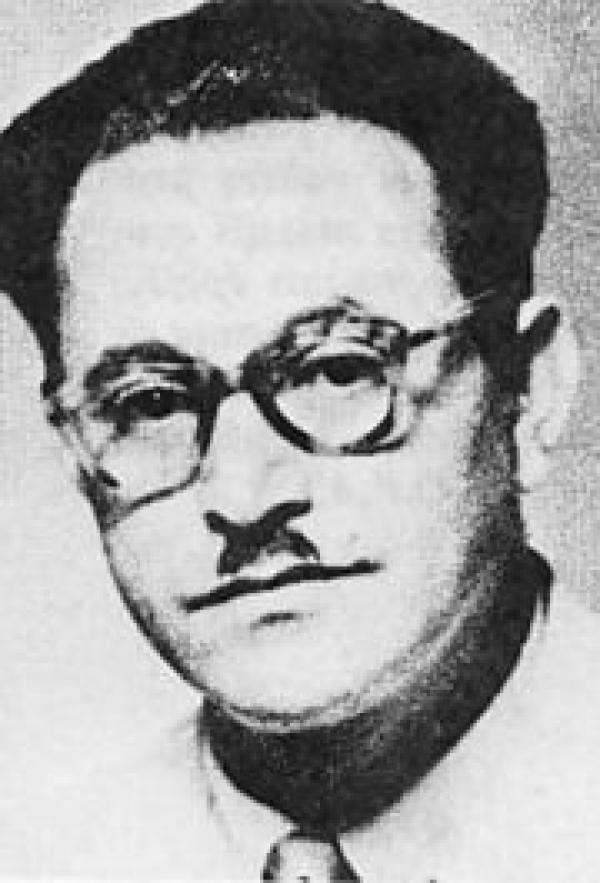
Mouloud Feraoun

L'emergere di una letteratura maghrebina francofona risale al periodo coloniale. Lo scrittore e drammaturgo Kateb Yacine coniò l'espressione Bottino di guerra per descrivere il ruolo che la lingua francese ha avuto nello sviluppo culturale della regione.
La letteratura all'inizio del XX secolo è contrassegnata da una tendenza all'esotismo, al pittoresco e ad una presentazione piuttosto benevola dell'assimilazione culturale, come illustrato in Ali, oh mon frère, romanzo d'appendice di Zeid Ben Dieb.
Tuttavia, se l'aspetto folcloristico di questa letteratura non attacca direttamente la narrativa coloniale, a volte manifesta una lacerazione dell'identità. Lo scrittore Mahmoud Aslan esplora così il tema della coscienza infelice, come ad esempio in Les yeux noirs de Leïla, dove il protagonista Naguib si dimostra incapace di scegliere tra le sue origini e l'Occidente.
L'emergere di una letteratura indigena, addirittura tagliata fuori dalle masse popolari e legata all'agenda coloniale, contribuì tuttavia all'affermazione di scrittori singolari in un contesto che tendeva a cancellare le individualità e l'autonomia creativa all'interno dei popoli colonizzati.
L'ascesa dei movimenti indipendentisti è accompagnata dall'interrogazione sulla natura del colonialismo. La vena anticolonialista si affermò alla fine della seconda guerra mondiale e negli anni 1950, nel Maghreb così come nell'Africa sub-sahariana.
La guerra d'Algeria ha incoraggiato in particolare molti intellettuali a prendere parte attiva al conflitto. Djamel Amrani porta una testimonianza della tortura nel 1960 in una storia autobiografica. Henri Kréa usa la figura di Giugurta per rappresentare la figura del combattente della resistenza nel testo teatrale Le séisme. 
Il romanzo Nedjma di Kateb Yacine è uno dei più significativi del periodo coloniale, sia per le sue caratteristiche stilistiche che per il suo significato storico.
Il significato critico di queste opere si estende ad altre realtà sociali, come al peso della tutela paterna denunciata da Driss Chraïbi, alla sopravvivenza di superstizioni e costumi ritenuti arcaici da Mouloud Mammeri e alle disuguaglianze sociali descritte da Mohammed Dib.

### Indipendenza, controversie e disillusione
In seguito alla decolonizzazione, la letteratura maghrebina si allarga alla critica dei regimi formatisi nella regione.
Disincanto, amarezza e rifiuto dell'eroismo sono significativi nelle creazioni degli anni 1970.
Molti scrittori coltivano un'inclinazione alla trasgressione o ad affermazioni ora distaccate dal contesto coloniale. L'algerino Nabile Farès e il marocchino Mohammed Khaïr-Eddine mostrano rispettivamente l'importanza della cultura berbera e l'ipocrisia della monarchia, contrariamente alla visione unificante della società promossa nei discorsi nazionalisti.
La natura sovversiva della scrittura si manifesta anche nella profusione di antieroi, emarginati e inadatti. Lo spettro della follia serve quindi da specchio per una società in crisi o bloccata nel suo conformismo in L'insolation di Rachid Boudjedra, e in Moha le fou, Moha le sage, di Tahar Ben Jelloun, il narratore evoca una città afflitta dalla miseria e dalla corruzione.
La vita dei meno privilegiati nei tempi contemporanei è una caratteristica saliente della scrittura di Ben Jelloun, che affronta il razzismo in Les raisins de la galère o il confinamento delle donne in Harrouda.
L'evocazione del passato attraversa molte opere, come Safari au sud d'une mémoire di Nourreddine Bousfiha o D'un soleil réticent, di Zaghloul Morsy, entrambi pubblicati nel 1980.

### Anni bui, diaspora e modernità

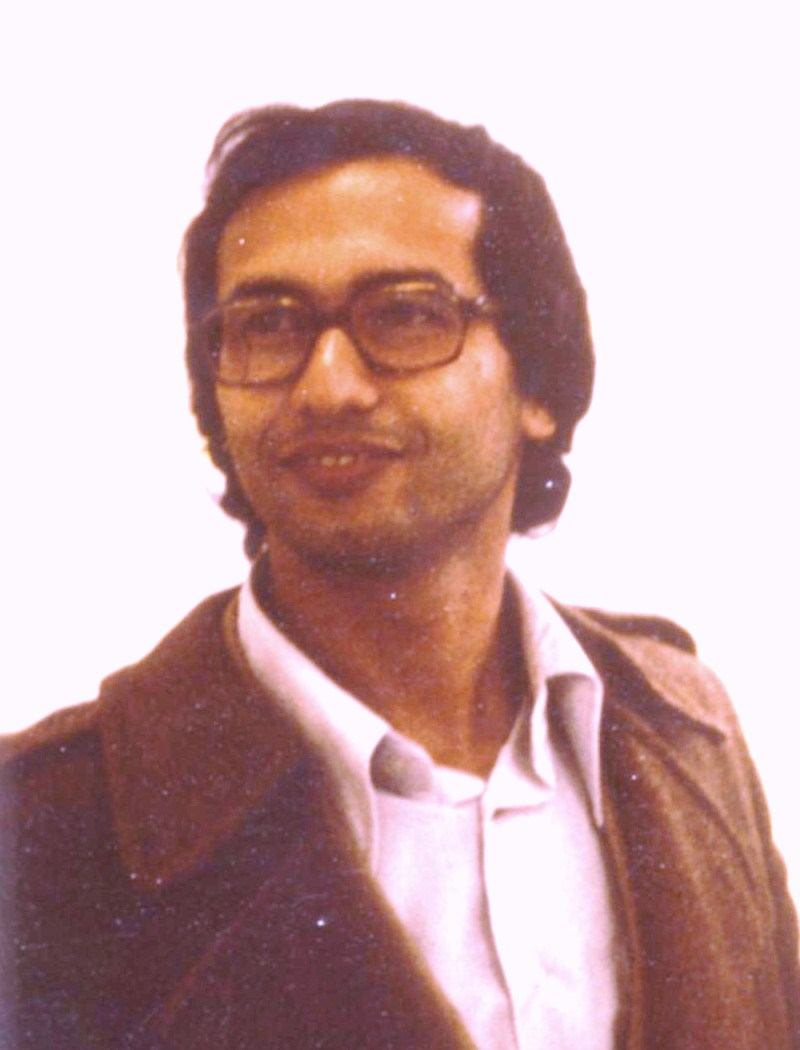
Tahar Djaout

Gli anni 1990 hanno visto la nascita del fondamentalismo islamico. La Guerra civile in Algeria incita molti scrittori algerini, come Tahar Djaout o Rachid Mimouni, a rinnovare le loro preoccupazioni, mentre emergono nuove figure che denunciano l'intolleranza e il fanatismo, come Yasmina Khadra e Malika Mokeddem. Il terrorismo è il tema centrale della raccolta Oran, langue morte di Assia Djebar, e di numerosi romanzi di Yasmina Khadra come Les Agneaux du seigneur. La corruzione e la condanna della violenza religiosa vengono evidenziati da Les sens interdits di Mourad Djebel o da Rose d'abîme di Aïssa Khelladi.
Le condizioni degli emigranti o degli esiliati sono anch'essi temi affrontati nella letteratura maghrebina. La solitudine del lavoratore emigrato e la durezza delle sue condizioni di vita sono descritte in La dernière impression di Malek Haddad, che evoca anche la guerra, in Les boucs di Driss Chraïbi e in Avec tes mains di Ahmed Kalouaz.
La rilettura dell'antico passato, usata come rivelatore della situazione contemporanea, fa parte dell'approccio di Chems Nadir, che richiama l'età d'oro della civiltà arabo-musulmana, o di Abdelaziz Belkhofja che fa riferimento al glorioso passato di Cartagine.

### Il ruolo delle voci femminili
Le prime scrittrici scrissero prima della seconda guerra mondiale, come la italo-marocchina Elisa Chimenti, o Djamila Debèche, creatrice del primo quotidiano femminista algerino. A partire dagli anni 1990, l'immagine della donna tende a concentrarsi meno sull'oppressione patriarcale per mettere in discussione il desiderio o l'identità di genere.
Ad esempio, Le siècle des sauterelles di Malika Mokeddem, noto per la sua ricostruzione della vita nomade nel deserto algerino, confonde così identità e incarichi sociali, compresi quelli di genere, mentre Les nuits de Strasbourg di Assia Djebar mostra i sentimenti e l'attrazione che Thelja, giovane donna algerina sposata, prova per un giovane francese.
Se Taos Amrouche, Assia Djebar e Fatima Mernissi sono le pioniere della letteratura femminile francofona del Maghreb, altre, hanno descritto le sofferenze, le aspirazioni e i sogni delle donne attraverso personaggi - femminili e maschili - divisi tra l'emergere dell'individuo come entità libera di scegliere e il peso di una società che tende a dissolvere l'individualità, al punto di cancellarla.

## Romanzi

### Algeria

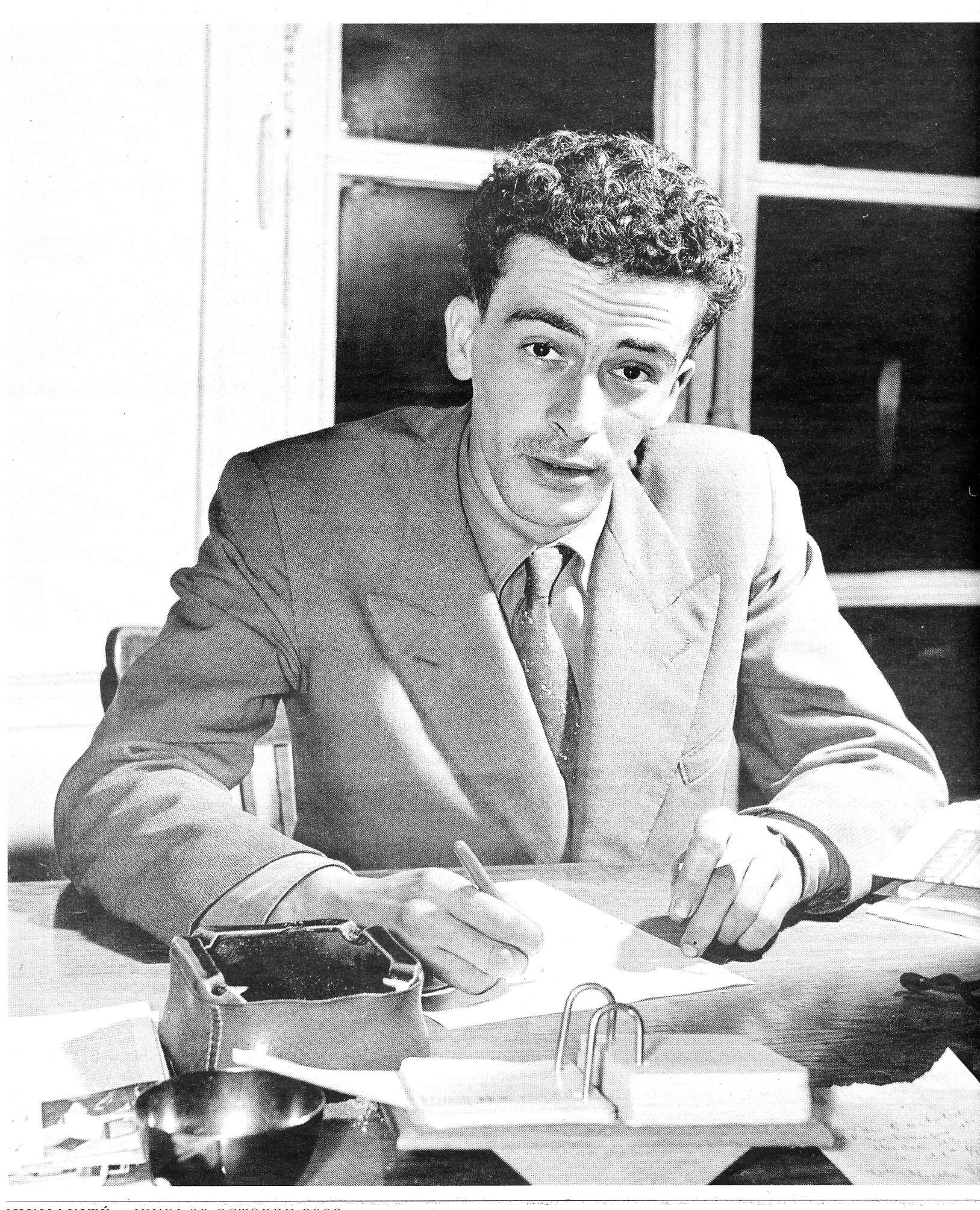
Kateb Yacine

Tra il 1920 e il 1950, una quindicina di romanzieri e scrittori algerini pubblicarono opere in lingua francese, oltre quarant'anni dopo i decreti del 1880 che istituirono il sistema di insegnamento francese in Algeria; ad eccezione di scrittori nazionalisti come Ali El Hammami e Malek Bennabi, tesero a seguire i modelli letterari coloniali. Le opere del periodo coloniale, spesso romans à thèse, manifestano un desiderio ambivalente di mantenere la propria identità mentre esprimono il desiderio più o meno pronunciato di acculturazione. Ad esempio, in Mamoun, l'ébauche d'un idéal di Chukri Khodja, pubblicato nel 1928, il personaggio principale torna a morire con la sua famiglia dopo aver fallito nel diventare francese, mentre Rabah Zenati si impegna nell'elogio dell'assimilazione nel 1945 in Bou-el Nouar, le jeune Algérien. Taos Amrouche divenne la prima romanziera algerina con Jacinthe noire, del 1947.
Nel 1948, il romanzo nazionalista Idris di Ali El Hammami segnò il debutto di una letteratura impegnata contro la colonizzazione. Negli anni 1950, una letteratura combattiva accompagnò un movimento di resistenza che esisteva da anni sui giornali progressisti. I romanzieri abbandonarono i temi folcloristici e regionalisti per denunciare la povertà e l'ingiustizia. Mouloud Feraoun descrisse la povertà nelle montagne della Cabilia e il disagio delle giovani generazioni, mentre Mohammed Dib descrisse le condizioni rurali e l'ascesa della protesta sociale.
Le questioni politiche non impediscono al romanzo algerino di avvicinarsi ad altri temi e di evolversi nella forma, come Nedjma di Kateb Yacine, che offre una pausa estetica. La questione della lotta e della liberazione, sia individuale che collettiva, tuttavia, divenne significativa durante la guerra, come illustrato da Kaddour M'Hamsadji e da Assia Djebar. Senza essere esclusiva, la letteratura di guerra fiorì tra gli anni Sessanta e Ottanta, tanto che Mostefa Lacheraf o Mourad Bourboune fece appello a protagonisti meno eroici e positivi. Le voci di protesta riguardo al potere non tardarono ad arrivare, come mostrato in La danse du roi di Mohammed Dib nel 1968 e in La répudiation di Rachid Boudjedra, quest'ultimo ostile alla figura di Kateb Yacine. Mentre la diversità dei soggetti continua ad aumentare, negli anni 1970 si avverte un senso di insoddisfazione e reclusione, come in Exproprié di Tahar Djaout del 1981 o Jardins de cristal di Nadia Ghalem.
La creazione di romanzi e racconti è accelerata negli anni '80. Gli scrittori hanno espresso la loro amarezza o la loro rabbia nei confronti della politica del partito unico, dei dipendenti pubblici e della nuova borghesia. Rachid Mimouni descrive il parossismo della corruzione in "Tombéza", nel 1984, Mohammed Kacimi El Hassani deride le personalità ufficiali in Le mouchoir del 1987.

### Marocco

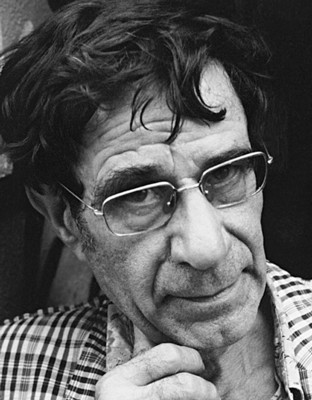
Driss Chraïbi

L'istituzione del protettorato incoraggiò le élite che desideravano mantenere i loro privilegi ad iscrivere i propri figli alle scuole francesi per apprendere la lingua francese. Abdelkader Chatt, con lo pseudonimo di Benazous Chatt, ha svolto un ruolo pionieristico con Mosaïques ternies nel 1932, nel quale una donna inglese innamorata di un uomo marocchino si convertì all'Islam in un ambiente che rievoca i costumi tradizionali del paese. Due importanti scrittori comparvero negli anni 1950; Ahmed Sefrioui, con scritti spirituali e autobiografici, e Driss Chraïbi, la cui opere esprimono un sentimento di rivolta contro il bigottismo e la borghesia.
Dopo un periodo sterile vissuto a volte come crisi intellettuale, nel 1966 la rivista Souffles fondata da Abdellatif Laâbi fu all'origine di una rinascita della creazione letteraria. Nel 1969, nel quindicesimo numero del periodico, chiese una pausa dal mimetismo e la soluzione dell'esilio per gli scrittori maghrebini. In seno al trauma postcoloniale, in Mémoires tatouées, pubblicato nel 1979, Abdelkébir Khatibi evoca così le ferite lasciate dalla società coloniale alla maniera di un romanzo iniziatico.
Negli anni 1970, Tahar Ben Jelloun iniziò un lavoro in cui la questione della sessualità, dell'identità e della ricerca di sé stessi occupò un posto importante. Il decennio successivo portò alla luce i testi di Edmond Amran El Maleh, il cui umanesimo è intriso di spiritualità ebraica, e Abdelhak Serhane evoca gli abusi sui minori.

### Tunisia

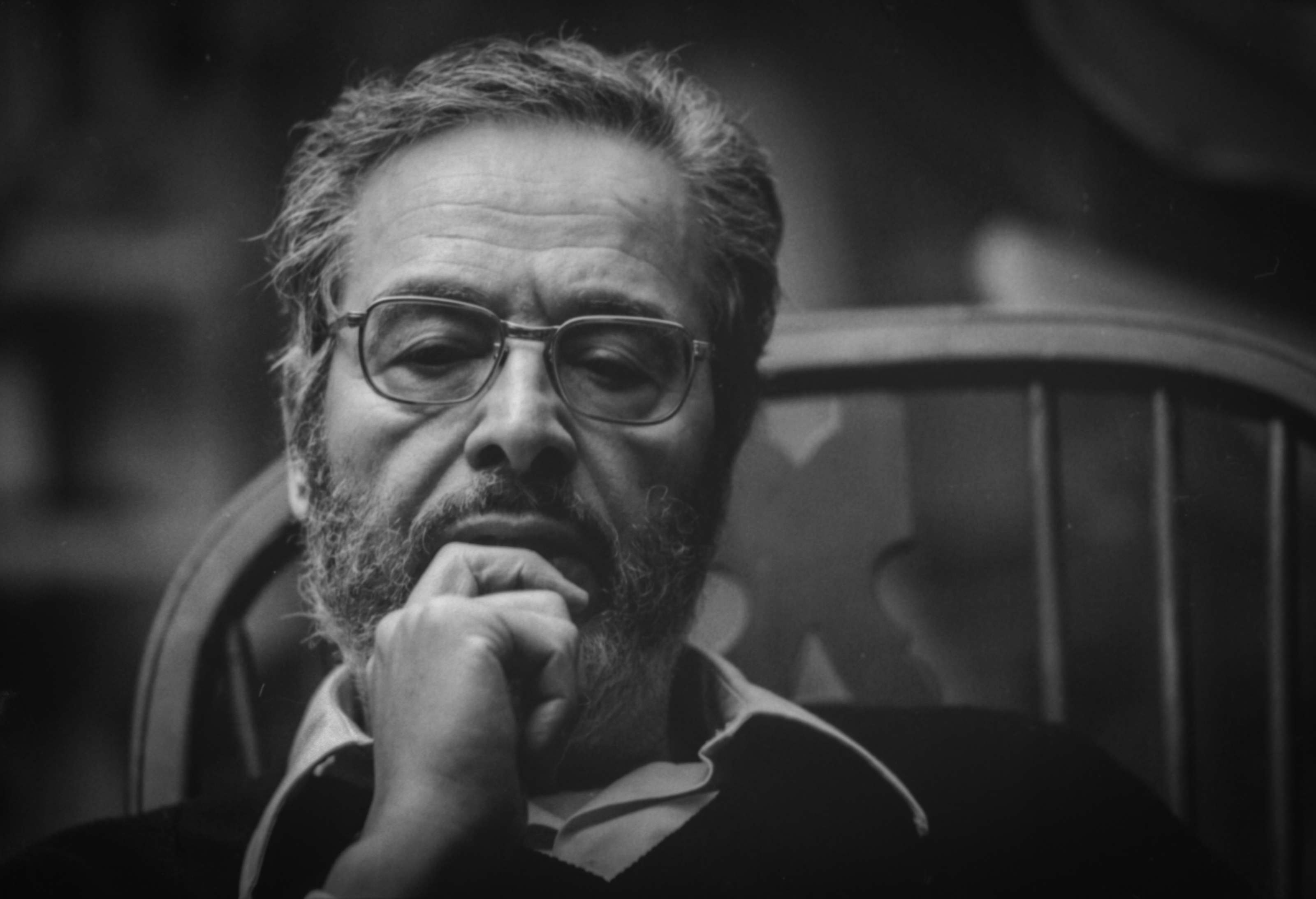
Albert Memmi

Allo stesso modo del Marocco, anche se l'istituzione del protettorato nel 1881 non fu accompagnata da una politica di francizzazione, essa incoraggiò comunque le élite ad adottare la lingua francese. Prima del trattato del Bardo, il Collegio Sadiki promuoveva già l'insegnamento di tre lingue straniere, inclusa quella francese. Dal 1919, la letteratura giudeo-araba di lingua francese si espresse in raccolte di racconti, come Les veillées de la Hafsia di Jacques-Victor Lévy, che rappresenta il quartiere ebraico di Tunisi, o nel 1923 Bled de lumière di César Benattar, ispirato dai costumi ebraico-tunisini. Ryvel illustrò questa vena realistica, allora prevalente tra gli scrittori della sua comunità, con i suoi romanzi che descrivono la vita nel quartiere ebraico e la vita difficile dei suoi compatrioti
Nel 1953, Albert Memmi ruppe con le tradizioni della sua comunità di origine come con la società coloniale nel suo romanzo autobiografico La statue de sel, in cui si ribella alle oppressioni, a mettere in discussione le sue radici, alla ricerca di sé nella continuazione del suo lavoro. Nel 1961, Hachemi Baccouche pubblicò un romanzo storico, La dame de Cathage, ambientato nel XVI secolo.
Nel corso degli anni 1970, Mustapha Tlili presentò maghrebine occidentalizzati divorati dal disagio, mentre Abdelwahab Meddeb interroga la memoria e l'identità con  Talismano nel 1979 L'aspirazione alla modernità attenuata da una certa nostalgia caratterizza il romanzo di Hélé Béji in L'Oeil du jour, pubblicato nel 1985.
La diversificazione dei soggetti crebbe alla fine degli anni 1980: Hafedh Djedidi e Guy Croissant si occupano di incroci culturali e coniugali in Chassées-croisés, Fawzi Mellah schiera la sua verve satirica con Le conclave des pleureuses nel 1987, che deride il rimpianto per un passato ormai passato, e Elissa, la reine vagabonde, che riscrive la storia di Didone.

## Poesia

### Algeria
Nel 1910, Sidi Kassem pubblicò la prima raccolta di poesie algerine in francese con Les chants du Nadir, intriso di un esotismo convenzionale. Con Cendres e Étoile secrète, Jean Amrouche avviò un altro approccio, più spirituale e personale. Le posizioni politiche furono accentuate durante la seconda guerra mondiale. Mohammed Bekhoucha evocò la manifestazione repressa nel sangue dell'8 maggio 1945 nella raccolta Poèmes libres, nel 1946. Molti poeti presero parte alla guerra d'indipendenza, come Malek Haddad e Mohammed Dib.
Nel dopoguerra spiccarono poeti come Jean Sénac, segno di una generazione che aspirava a non accontentarsi di celebrare la rivoluzione. Con l'eccezione di coloro che seguirono la linea ufficiale del regime, i poeti tendevano a soffocare sotto il peso della censura con poche eccezioni, come i giochi di parole di Abderrahmane Lounès in Poèmes à coups de poing et à coups de pied, del 1981.

### Marocco

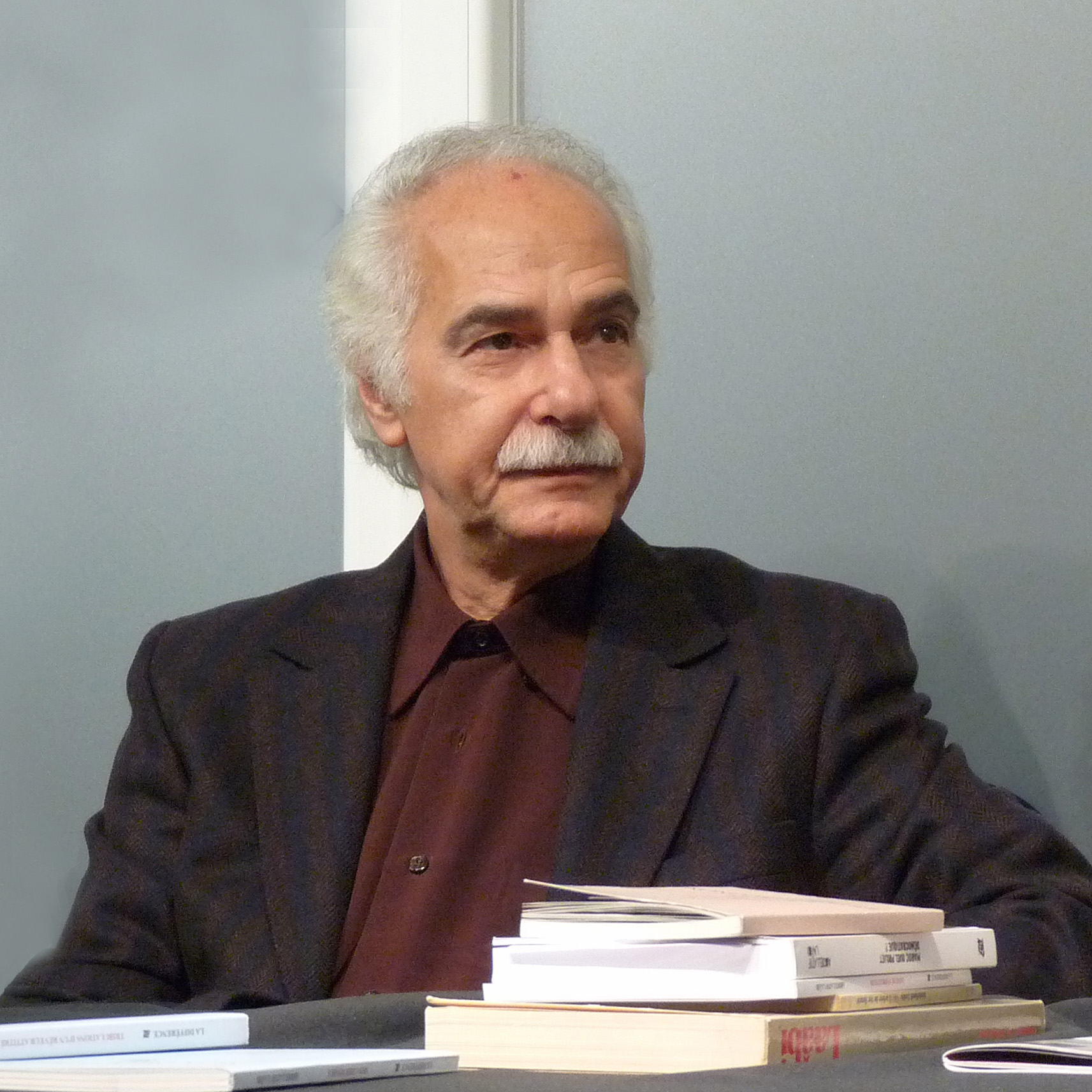
Abdellatif Laâbi

Le prime due raccolte di poesie marocchine in francese sono risultato dell'opera di Isaac D. Knafo, pubblicato nel 1951: Maroquineries e Fugitives. Nen 1964, Mohammed Khaïr-Eddine e Mostafa Nissaboury lanciarono il manifesto e movimento Poésie toute, da cui il genere si afferma nel panorama letterario. In reazione al conservatorismo, i poeti si discostarono dagli standard stilistici e dal decoro, come illustrato in Nausée noire di Khaïr-Eddine, Race di Abdellatif Laâbi nel 1967.
Confusione, rabbia o desolazione sono temi comuni nella poesia degli anni 1970 e 1980. Così, Tahar Ben Jelloun proclama le sofferenze dei palestinesi in Les amandiers sont morts de leurs blessures nel 1976; Mostafa Nissaboury parla del suo sradicamento e del suo vuoto interiore in Mille et deuxième nuit e Mohammed Loakira condivide la sofferenza dell'esilio in Œil ébréché. In quest'ultimo, la messa in discussione della parola poetica si pone in parallelo con le tribolazioni del poeta in cerca di senso, come testimoniano il racconto e l'enunciazione delle sue raccolte Contre-jour e Confidence d'automne. Il vagabondaggio e l'evocazione del passato attraversano molte altre collezioni, come Safari au sud d'une mémoire di Nourreddine Bousfiha e D'un soleil réticent, di Zaghloul Morsy, entrambe pubblicate nel 1980.

### Tunisia
Dalla fine del XIX secolo agli anni 1930, la poesia tunisina in lingua francese, illustrata da Mustapha Kurda e Ahmed Chergui per esempio, tendeva a imitare i modelli letterari della Francia nella forma e ad evocare paesaggi o sentimenti intrisi di orientalismo.

## Teatro

### Algeria
Se il teatro algerino si presentava dinamico all'inizio del XX secolo con in particolare la figura di Rachid Ksentini, l'arte drammaturgica in francese decollò in Algeria con la guerra. Mustapha Kateb, che ha contribuito a liberare il teatro del canto e della danza, fondò la Compagnie Nationale des Arts del Fronte di Liberazione Nazionale, che eseguiva spettacoli in francese a Tunisi. Un teatro di combattimento risponde all'urgenza della situazione, come illustrato da Le séisme di Henri Kréa nel 1958 , Naissances e L'olivier di Mohamed Boudia. Ispirato da Bertolt Brecht, Kateb Yacine rinnova il teatro politico non esitando ad includere una dimensione poetica in collaborazione con l'attore Jean-Marie Serreau, ad esempio con Cadavre encerclé messo in atto nel 1958, o Les ancêtres redoubles de férocité, recitato ben dopo la sua scrittura in occasione dell'inaugurazione della Salle Gémier del Théâtre national populaire nel 1967.

### Marocco
Il teatro marocchino francofono era, almeno fino agli anni 1990, relativamente debole. Dal 1945 al 1989 furono pubblicati dieci brani. Nel 1979, Abdelkébir Khatibi racconta la storia di un falso profeta in Le Prophète voilé, descrivendo la vita di Al-Muqanna. Nel 1983, Saïd Hamadi pubblicò Corde autour du silence, nel quale trattò la solitudine dell'esilio. La critica alla corruzione motivò la stesura di Fiancée de l’eau di Tahar Ben Jelloun, mentre Baptême chacaliste di Abdellatif Laâbi è inteso come un'incursione gigantesca nel mondo teatrale.

### Tunisia
Il teatro francofono tunisino è scarsamente rappresentato nella seconda metà del XX secolo, con sei commedie pubblicate tra il 1945 e il 1989. Mahmoud Aslan si distinse per il suo ruolo pionieristico, con Entre deux mondes nel 1932, che tratta della scissione identitaria tra Oriente e Occidente. Nel 1959, Hachemi Baccouche descrisse la persistenza dei riflessi coloniali in un paese recentemente libero con Baudruche, mentre Fawzi Mellah attaccò il paternalismo neocoloniale nel 1973 in Néron ou les oiseaux de passage.

### Libri
- (FR) Jean Déjeux, Littérature maghrébine de langue française Introduction générale et Auteurs, Ottawa, Naaman, 1973, OCLC 602389280.
- (FR) Jean Déjeux, Maghreb littératures de langue française, Parigi, Arcantère éditions, 1993, ISBN 2-86829-061-2.
- (FR) Coordination internationale des chercheurs sur les littératures maghrébines, Charles Bonn, Naget Khadda e Abdallah Mdarhri-Alaoui, La Littérature maghrébine de langue française, Vanves, Édicef, 1996, ISBN 978-2-85069-759-3, OCLC 397944843.
- (FR) Mohamed Ridha Bouguerra, Histoire de la littérature du Maghreb Littérature francophone, avec la collabration de Sabiha Bouguerra, Parigi, Éditions Ellipses, 2010, ISBN 978-2-7298-5566-6, OCLC 643009134.
- (FR) Marta Segarra, Nouvelles romancières francophones du Maghreb, Parigi, Éditions Karthala, 2010, ISBN 978-2-8111-0322-4.

### Pubblicazioni
- (FR) Hamid Hocine, Mythe et mystification dans la littérature maghrébine d’expression française, in Recherches et Travaux, n. 81, Éditions littéraires et linguistiques de l'université de Grenoble, 2012. URL consultato il 25 settembre 2020 (archiviato dall'url originale il 24 novembre 2016).